# 韋根施泰滕

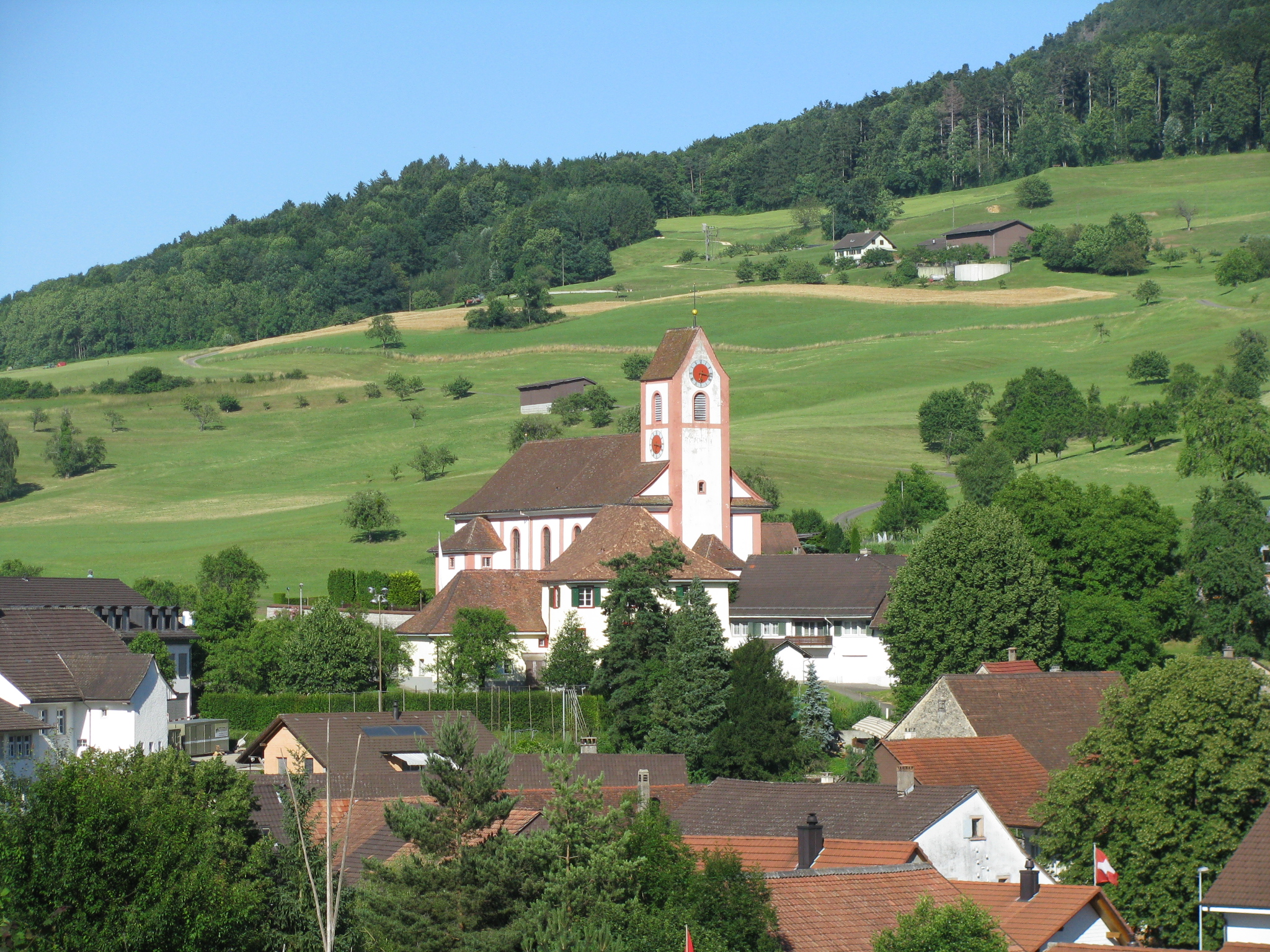

韋根施泰滕是瑞士的城鎮，位於該國北部，由阿爾高州負責管轄，面積7.13平方公里，海拔高度441米，2012年人口1,038，六成人口信奉羅馬天主教，人口密度每平方公里146人。